# Рива Старо (Виченца)
Рива Старо је насеље у Италији у округу Виченца, региону Венето.
Према процени из 2011. у насељу је живело 56 становника. Насеље се налази на надморској висини од 579 м.